# Personalpronomina der germanischen Sprachen
Der tabellarische Vergleich dient der Veranschaulichung der (sprach-)verwandtschaftlichen Beziehungen und der geschichtlichen Entwicklung der Personalpronomina der germanischen Sprachen.
Die Idee basiert auf den „Sprachmuseum“ genannten Wortlisten von Frederick Bodmer und den von Morris Swadesh initiierten Listen (die jedoch Personalpronomina und/oder frühere Sprachstufen wenig oder überhaupt nicht berücksichtigen).
Die Sprachen sind nach Möglichkeit so angeordnet, dass die näher verwandten auch relativ dicht nebeneinander stehen. (Da auch frühere Sprachstufen mit berücksichtigt sind, hätte die Darstellung eigentlich dreidimensional erfolgen müssen.)
Alle germanischen Sprachen haben ihr Inventar an Personalpronomen im Laufe der Geschichte vereinfacht und zum Teil stark umstrukturiert, deshalb sind sich die früheren Formen z. T. ähnlicher als die neuzeitlichen.

## Tabellarische Darstellung
| deutsch                       | mittel-\| alt-hochdt.                | ostfälisch {HI}                     | nordnds. {ostfries.}  | mniederdt.\| asächs.                       | niederländ.                 | mittel-\|alt-niedl. | altfries. (12. Jh.) | englisch                      | mittel-\| alt-engl.                           | dänisch     | schwed.          | norweg. (BM \| NN)        | isländisch \| färöer.       | altnordisch            | gotisch       |
| ----------------------------- | ------------------------------------ | ----------------------------------- | --------------------- | ------------------------------------------ | --------------------------- | ------------------- | ------------------- | ----------------------------- | --------------------------------------------- | ----------- | ---------------- | ------------------------- | --------------------------- | ---------------------- | ------------- |
| ich                           | ich \| ih, ihha                      | ik, ’k {ek}                         | ik                    | ik {ek} \| ik                              | ik {ech}                    | ic \| ik            | ik                  | I, me                         | ik, ich, uch, i \| ic {ih}                    | jeg {æ, a}  | jag {i, ig, ik}  | jeg \| eg, e’ {ei, æ}     | ég, eg \| eg                | ek, eg, jak            | ik            |
| mein (m/n)                    | mîn \| mīn                           | mîn {mĕîn}                          | mien                  | mîn, mîner \| mīn                          | mijn                        | mijn \| mīn         | *min                | my {me}                       | min, mi, my \| mīn                            | min/mit     | min/mitt         | min/mitt \| =             | minn/mitt \| mín/mítt       | min/mitt               | meinas, meina |
| meine (f/pl)                  |                                      | mînĕ {mĕînĕ}                        | miene                 |                                            |                             |                     |                     | my {me}                       | /mine                                         | min/mine    | min/mina         | min/mine \| mi/mine       | mín \| mín                  |                        |               |
| mir                           | mir \| mir                           | mik {mek}                           | mi                    | mî, mê {mek} \| mī, mi, me                 | mij, me {mech}              | mi \| mī, mi        | mi                  | me {I}                        | \| mē, me                                     | mig         | mig, mej         | meg \| =, me’             | mjer, mér \| mær            | mer                    | mis           |
| mich                          | mich \| mih                          | mik {mek}                           | mi                    | mî {mek} \| mī, mi, me, mik                | mij, me {mech}              | mi \| mī, mi        | mi                  | me {I}                        | mē, me, mec                                   | mig         | mig, mej         | meg \| =, me’             | mig \| meg                  | mik, mig               | mik           |
| du                            | dû, du \| thū, dū                    | dû (Anrede: tû), ’ĕ {diû}           | du                    | dû \| thū                                  | jij, je {ghâe, ghe}         | \| thū, thu         | thu                 | you ‹thou› {thoo}             | \| þū, þu, ðū                                 | du          | du               | du \| =                   | þú \| tú                    | ðū \| þū               | þu            |
| dein (m/n)                    | dîn \| thīn, dīn                     | dîn {dĕîn}                          | dien                  | dîn, dîner \| thīn                         | jouw                        | dijn \| thīn        | thin                | your, ‹thy› {thee}            | thin, thy \| þīn, þin, ðīn                    | din/dit     | din/ditt         | din/ditt \| =             | þinn/þitt \| tín/títt       | ðōn                    | þeins, þeina  |
| deine (f/pl)                  |                                      | dîne {dĕînĕ}                        | diene                 |                                            |                             |                     |                     |                               |                                               | din/dine    | din/dina         | din/dine \| di/dine       | þín \| tín                  |                        |               |
| dir                           | dir \| thir, dir                     | dik {dek}                           | di                    | dî, dê dek}\| thī                          | jou, je {dech}              | \| dī, di           | thī                 | you ‹thee›                    | \| þē, þe                                     | dig         | dig, dej         | deg \| =, de’             | þjer, þér \| tær            | ðēr                    | þus           |
| dich                          | dich \| thih, dih                    | dik {dek}                           | di                    | dî, dê {dek} \| thī, thik                  | jou, je {dech}              | \| dī, di           | thī                 | you ‹thee›                    | \| þē, þe, þec                                | dig         | dig, dej         | deg \| =, de’             | þig \| teg                  | ðik                    | þuk           |
| er                            | er \| ir, ër                         | hai, hĕ, ’ĕ                         | he                    | hê, hî, he \| hē, he, hie, hī, hi          | hij {hâe, hê}               | \| hē, he, hie      | hi                  | he {him, ’n}                  | \| hē, he                                     | han         | han              | han \| =, ’n              | hann \| hann                | hann (runisch: is, eʀ) | is            |
| sein (G. v. er, m/n)          | sîn \| sīn                           | sîn {sĕîn}                          | sien                  | is, sîn, sîner \| is, es                   | zijn                        | sijn \| sīn, sīnis  | (sīn)               | his {he}                      | \| his                                        | hans        | hans             | hans \| =                 | hans \| hansara             | sīnn, sinn, hans       | is            |
| seine (G. v. er, f/pl)        |                                      | sînĕ {sĕînĕ}                        | siene                 |                                            |                             |                     |                     | his                           |                                               |             |                  |                           |                             |                        |               |
| ihm                           | im \| imo                            | ȍnĕ, ȍn {ȕĕnĕ}, ’nĕ                 | em {hum}              | îme, ême {öme, ên(e)} \| imu, imo, im      | hem                         | \| imo              | him                 | him {he, ’n}                  | \| him                                        | ham         | honom            | ham, han \| honom, han    | honum \| honum              | hōnum, honom           | imma          |
| ihn                           | in \| inan                           | ȍn, ȍnĕ {ȕĕnĕ}, ’nĕ                 | em {hum}              | îme, îne, êne, ȫne \| ina, ine             | hem                         | \| imo              | hine                | him {he, ’n}                  | \| hine, hiene                                | ham         | honom            | ham, han \| honom, han    | hann \| hann                | hann                   | ina           |
| sie (3. Pers. singular)       | sî, si, sie \| si, sī, siu           | sâi, sĕ, (Pers. auch: üt {öt})      | se                    | sê, si(e), su \| siu, sia                  | zij, ze                     |                     | hiu, hio            | she {her, hoo}                | \| hēo, heó, hío, hi(e), hȳ                   | hun         | hon {han}        | hun \| ho, ‹hon›          | hún \| hon                  | hon, hun               | si            |
| ihr (G. v. sie sg., m/n)      | ir \| ira                            | ȍr {ȕr}                             | ehr, ähr {höhr}       | êr(e), êrer {ȫrer} \| ira, iru, iro        | haar                        | \| iro              | hire                | her {she}                     | hire \| hiere, hire, hyre                     | hendes      | hennes           | hennes \| hennar          | hennar \| hennara           | hennar                 | izos          |
| ihre (G. v. sie sg.,f/pl)     |                                      | ȍrĕ {ȕrĕ}                           |                       |                                            |                             |                     |                     | her                           |                                               |             |                  |                           |                             |                        |               |
| ihr (Dat. v. sie, sing.)      | ir \| iro, iru, ira                  | ȍr {ȕr} (Pers. auch: üt {öt})       | ehr, ähr {höhr}       | êr(e), êrer {ȫrer} \| iru, iro, ira        |                             | \| iro              | hire                | her                           | \| hiere, hire, hyre                          | hende       | henne            | henne \| henne, ho        | henni \| henni              | henni, henne           | izai          |
| sie (sing., Akkusativ)        | sie, sî, si \| sia                   | sâi, sĕ (Pers. auch: üt {öt})       | ehr, ähr {höhr}       | sê, si(e), sǖ \| sia, sea                  | zij, ze                     | \| sia              | hia                 | she                           | \| hēo, híe, hí, hȳ                           | hende       | henne            | henne \| henne, ho        | hana \| hana                | hana                   | ija           |
| es                            | eʒ \| iʒ, ëʒ                         | et (weibl. Pers.: üt {öt}), dat, ’t | dat, et, ’t           | it, et {öt} \| it, et                      | het                         |                     | hit, het            | it                            | \| hit                                        | det \| thæt | det \| þät       | det \| = {dat, ət}        | það \| tað                  | ðat, þat               | ita           |
| sein (G. v. es, m/n)          | sîn, es \| ës                        | sîn {sĕîn}                          | sien                  | is \| is                                   |                             |                     | (sin)               | its {it}                      | hit \| his                                    | dets        | dess             | dets \| dess              | þess \| tess                | ðes                    | is            |
| seine (G. v. es, f/pl)        |                                      | sînĕ {sĕînĕ}                        | siene                 |                                            |                             |                     |                     | its                           |                                               |             |                  |                           |                             |                        |               |
| ihm (Dativ v. es)             | im \| imo                            | et (üt) {öt}, dat, ’t               | dat                   | eme {öme, en} \| imu, im                   |                             |                     | him                 | it {’n}                       | \| him                                        | det         | det              | det \| =                  | þvi \| tí                   | ðui                    | imma          |
| es (Akkusativ)                | eʒ \| iʒ, ëʒ                         | et (üt), dat, ’t                    | dat                   | it, et {öt} \| it                          | het                         |                     | hit, het            | it {’n}                       | \| hit                                        | det         | det              | det \| =                  | það \| tað                  | ðat                    | ita           |
| wir 2 (Dual)                  |                                      |                                     |                       | \| wit                                     |                             |                     | *wit                |                               | \| wit                                        |             |                  |                           | við \| vit                  | vit, við, mit          | wit           |
| unser 2 (Dual)                |                                      |                                     |                       | \| unkero                                  |                             |                     | *unker              |                               | \| uncer                                      |             |                  |                           | okkarr \| okkara            | okkar                  | *ugkara       |
| uns 2 (Dual D./A.)            |                                      |                                     |                       | \| unk                                     |                             |                     | *unk                |                               | \| unc, uncit                                 |             |                  |                           | okkur \| okkum              | okr, okkr              | ugkis         |
| ihr 2 (Dual)                  | ëʒ                                   |                                     |                       | \| git                                     |                             |                     | *iit                |                               | \| git                                        |             |                  |                           | þið \| tit                  | it, ið, þit            | *jut          |
| euer 2er (Dual)               | enker                                |                                     |                       | \| *inker(o)                               |                             |                     | *iunker             |                               | \| incer                                      |             |                  |                           | ykkarr \| tykkara           | ykkar                  | igqara        |
| euch 2 (Dual D./A.)           | enk                                  |                                     |                       | \| ink                                     |                             |                     | *ink                |                               | \| inc, incit                                 |             |                  |                           | ykkur \| tykkum             | ykr, ykkr, þykkr       | igqis         |
| Sie (sing./plural)            |                                      | Sâi ‹Jî›                            | Se                    |                                            | U                           |                     |                     | you {/y’all}                  |                                               | De          | de, ni           | De \| =                   | þér                         |                        |               |
| Ihr (m/n)                     |                                      | Ȍr {Ȕr}                             | Ehr, Ähr              |                                            | uw                          |                     |                     | your                          |                                               | Deres       | er/ert           | Deres \| Dykkar           | yðar                        |                        |               |
| Ihre (f/pl)                   |                                      | Ȍrĕ {Ȕrĕ}                           |                       |                                            |                             |                     |                     | your                          |                                               |             | er/era           |                           |                             |                        |               |
| Ihnen (/pl)                   |                                      | Ȍn’, Ȍr, Sâi {Ȕr}                   | Jem, Jüm, Se          |                                            | U                           |                     |                     | you, ‹ye› {/y’all}            |                                               | Dem         | dem              | Dem \| Dykk               |                             |                        |               |
| Sie (Akkusativ /pl)           |                                      | Sâi                                 | Se, Jem               |                                            | U                           |                     |                     | you, ‹ye› {/y’all}            |                                               | Dem         | dem [dɔm]        | Dem \| Dykk               |                             |                        |               |
| wir [-iː-]                    | wir [-i-] \| wir                     | wî, wĕ {wĕî}                        | wi, we                | wê, wî, wie \| wī, wi, we                  | wij, we {wâele, wiedre, me} | \| wī, wi, wir      | wi                  | we {us}                       | \| wē, we                                     | vi          | vi               | vi \| vi, me {oss, okker} | vér, vjer (s. við) \| vit   | vér, ver, mér          | weis          |
| unser (m/n)                   | unser \| unserer, unser              | ûsĕ {iûsĕ}                          | uns, us, uus          | ûser, unser \| user                        | onze/ons                    | onse                | ūser                | our {us, we}                  | \| ūser, ūre, ūr {ūsa}                        | vor/vort    | vår/vart         | vår/vårt \| =             | vor/vort \| vár/várt        | var                    | unsara        |
| unsere (f/pl)                 |                                      | ûsĕ {iûsĕ}                          | uns, unse, us, use    |                                            |                             |                     |                     | our                           |                                               | vor/vore    | vår/vara         | vår/våre \| =             | vor \| vár                  |                        |               |
| uns (Dativ)                   | uns \| uns                           | üsch {ösch}                         | uns, us, uus          | ûs, uns, {ūsik, ǖsik, ösek} \| ūs          | ons                         | ons \| uns, unsig   | ūs                  | us {we}                       | \| ūs                                         | os          | oss              | oss \| =                  | oss \| okkum                | oss, øss               | uns, unsis    |
| uns (Akkusativ)               | unsich, uns \| unsih                 | üsch {ösch}                         | uns, us, uus          | ûs, uns, {ūsik, ǖsik, ösek} \| ūs          | ons                         | ons \| uns, unsig   | ūs                  | us {we}                       | \| ūs {ūsic, ūsih}                            | os          | oss              | oss \| =                  | oss \| okkum                | oss, øss               | uns, unsis    |
| ihr (2. Pers. plural)         | ir \| ir (< jir, jīr)                | jî, jĕ {jĕî}                        | ji                    | gî, gê, je, î \| gī, gi, ge                | jullie, ‹gij›               | ghi \| gī, gi       | i, ji               | you, ‹ye› {’ee, youse, y’all} | ȝe, ye \| gē, gīe, ge                         | I           | ni, ‹I›          | dere, ‹I› \| de {dokker}  | þér, þjer (s. þið) \| tygum | ēr, er, ier, þér       | jūs, jus      |
| euer (m/n)                    | iuwer, iwer, iur \| iuwērer, iuwēr   | jûĕ {jiûĕ}                          | joon, juun, juuch(en) | jûwer \| euwar, iuwar, iuwaro              | jullie, je                  | ūwe \| iuwa         | jūwer               | your {you, ye}                | ȝour, your \| ēower, īower {īuer}             | jeres       | er, ‹eder, edar› | deres, ‹eders› \| dykkar  | yðarr/yðart \| tygara       | uðar, yðvar, yðar      | izwara        |
| eure (f/pl)                   |                                      | jûĕ {jiûĕ}                          |                       |                                            |                             |                     |                     | your                          |                                               |             |                  |                           | yður \| tygara              |                        |               |
| euch (Dativ)                  | iu, iuch \| iu                       | jük {jök}                           | jo, ju, juuch         | jû(w) {juk, jük, jüch, jök} \| eu, iu, giu | jullie {ju, u, uch}         | ū \| iu             | jū, jo              | you {’ee, youse, y’all}       | ȝou, you, yow \| ēow, íow {ēowic}             | jer         | er, ‹eder›       | dere ‹eder› \| dykk       | yður \| tygum               | yðr, yðvar, iðr, *þiðr | izwis         |
| euch (Akkusativ)              | iuwich, iuch, iu \| iuwih            | jük {jök}                           | jo, ju, juuch         | jû(w) {juk, jük, jüch, jök} \| eu, iu, giu | jullie {ju, u, uch}         | ū \| iu             | jū, jo              | you {’ee, youse, y’all}       | ȝou, you, yow \| ēow, íow {ēowic, īuwih}      | jer         | er, ‹eder›       | dere ‹eder› \| dykk       | yður \| tygum               | yðr, iðr, *þiðr        | izwis         |
| sie (3. Pers. plural m)       | sie, sî, si \| sie, sī               | sâi, sĕ                             | se                    | sê, si(e) \| sia, sea, sie, se             | zij, ze {zâe}               | si \| sia           | hiā                 | they {them, ’em}              | thai, thei, hi \| hī(e), hīo, hȳ, hig         | de          | de               | de \| dei {dem, dom}      | þeir \| teir                | þeir                   | eis           |
| sie (3. Pers. plural f)       | sie, sî, si \| sio, sie              | sâi, sĕ                             |                       | sê, si(e) \| sea, soa, sia, sie, se        | zij, ze {zâe}               | si \| sia           | hiā                 | they {them, ’em}              | thai, thei, hi \| hī(e), hīo, hȳ, hig         | de          | de               | de \| dei                 | þær \| tær                  | þær                    | ijos          |
| sie (3. Pers. plural n)       | sie, sî, si \| siu, si               | sâi, sĕ                             |                       | sê, si(e) \| siu, sia, sea, sie, se        | zij, ze {zâe}               | si \| sia           | hiā                 | they {them, ’em}              | thai, thei, hi \| hī(e), hīo, hȳ, hig         | de          | de               | de \| dei                 | þau \| tey                  | þau                    | ija           |
| ihr (G. v. sie pl., m/n)      | ir \| iro                            | ȍr {ȕr}                             | ehr, ähr              | êr(e), êrer {ȫrer} \| iro                  | hun                         | \| iro              | hira, hiāra         | their                         | thair, here, hire \| hiera, heora, hira, hyra | deres       | deras            | deres \| deira            | þeirra \| teirra            | þeira                  | izē           |
| ihre (G. v. sie pl., f/pl)    |                                      | ȍrĕ {ȕrĕ}                           |                       |                                            |                             |                     | hira                | their                         |                                               | deres       | deras            | deres \| deira            | þeirra \| teirra            |                        | izo/          |
| ihnen                         |                                      | ȍr, sâi, sĕ, ȍn’ {ȕr}               | ehr, ähr, jem, jüm    | em, jüm {öm, en} \| im                     | hun                         | \| im               | him                 | them, ’em {they}              | thaim, tham, hem \| him, heom                 | dem         | dem              | dem \| dei ‹deim›         | þeim \| teimum              | þeim                   | im            |
| sie (plur., Akkusativ, m/f/n) | sie, sî, si/ /siu, sî \| sie/sio/siu | sâi, sĕ                             | ehr, ähr, jem, jüm    | sê, si(e) \| sia, sea                      | hen                         | \| sia              | hiā                 | them, ’em {they}              | thaim, tham, hem \| hī(e), hīo, hēo, hȳ, hig  | dem         | dem              | dem \| dei                | þá/þær/þau \| teir/tær/tey  | ðǣr/ðǣr/ðau            | ins/ijos/ija  |
| sich (Dativ)                  | sich                                 | sik {sek}                           | sik                   | sik {sek} \| -                             | zich                        | sik \| sig          |                     |                               |                                               | sig         | sig              | seg \| =                  | sér \| sær                  | sēr                    | sis           |
| sich (Akkusativ)              | sich \| sih                          | sik {sek}                           | sik                   | sik {sek} \| -                             | zich                        | sik \| sig          |                     |                               |                                               | sig         | sig              | seg \| =                  | sig \| seg                  | sik, sig               | sik           |

## Erläuterungen

### Allgemeines
1. Gleiche Farbe der Spaltenköpfe bedeutet gleiche Untergruppe, dunklere Färbung (bei gleicher Grundfarbe) eine ältere Sprachstufe.
2. Da der Vergleichbarkeit der Formen der Vorzug vor der Vergleichbarkeit der Funktionen gegeben wurde, stehen z. B. in der Tabellenzeile ihr (2. Pers. plural) in der Spalte isländisch die ursprünglichen Pluralformen, die jetzt als Höflichkeitsformen gelten, während die ursprünglichen Dualformen die Funktion der Pluralformen übernommen haben.
3. In den Tabellenzeilen zu sich sind nur formal verwandte Reflexivpronomina eingetragen, in anderen Sprachen stattdessen gebrauchte Wörter (wie z. B. englisch himself) blieben unberücksichtigt.
4. Für weitere germanische Sprachen wie z. B. die neuzeitlichen friesischen fehlten ausreichende Informationen.

### Hervorhebungen
1. Hauptvarianten sind fett, unbetonte (bzw. nachgestellte) Formen kursiv hervorgehoben.
2. Veraltete, nur noch in besonderen Zusammenhängen gebräuchliche Formen, sind in ‹ › gesetzt.
3. Dialektale Varianten stehen in { }, jedoch nur in Auswahl (allein für die Dialekte des Hochdeutschen bräuchte man eine eigene Tabelle).
4. Ein verbreiteter Zug der Vereinfachung des Systems der Personalpronomina ist der Zusammenfall der Formen für Akkusativ und Dativ. Da es besonders bei der ersten und zweiten Person Singular gemeinsame Muster der Vereinfachung gibt, sind die (ursprünglichen) Dativformen gelb (bzw. orange), die Akkusativformen grün hervorgehoben.

### Zu einzelnen Spalten/Sprachen

#### Ostfälisch
1. Diese Spalte zeigt die Formen des nördlichen Ostfälisch, die aber auch in vielen anderen Regionen gelten.
2. {HI} im Spaltenkopf bedeutet, dass die in { } gesetzten Varianten im Hildesheimer Platt üblich sind (die Formen mit e statt i gelten darüber hinaus in gesamten Südwesthälfte des ostfälischen Sprachraums, dem sogenannten mek-Gebiet; von Braunschweig bis zur Elbe und Bode gilt jüch bzw. jich statt jük).
3. Zur Schreibweise.

#### Mittelniederdeutsch | Altsächsisch
1. Mittelniederdeutsch: Die Formen in { } sind ostfälisch; es gab auch schon die Formen mik und dik, sie waren aber weit weniger verbreitet als heute.
2. Bei den Längenzeichen wird als Kontrast zum Altsächsischen ^ bevorzugt, das gibt’s im UNICODE aber (bisher) nicht über ö und ü.

#### Niederländisch
- Die auf -ch endenden Formen sind limburgisch und gelten auch am Niederrhein zwischen der Uerdinger und Benrather Linie (dort statt uch entsprechend üch, öch).

#### Mittel- | Altniederländisch
1. Beim Mittelniederländischen fehlen noch etliche Formen.
2. Das Altniederländische wird auch Altniederfränkisch genannt, ist auch die älteste Sprachform des Niederrheinischen.

#### Englisch
- Die Dialektformen zeigen, dass die in der englischen Standardsprache schon begonnene Zusammenlegung zu nur noch ein bis zwei Formen pro Person (zum Teil sogar unter Einbeziehung des Plurals, siehe you(r)) besonders in den Midland-Dialekten noch weiter fortgeschritten ist, so dass bald jede Form eines Personalpronoms für die Formen der anderen Fälle eintreten kann.

#### Mittel- | Altenglisch
1. Mittelenglisch: Es fehlen noch etliche Formen, auch zu den angegebenen gibt es zahlreiche weitere Varianten. ȝ steht für altenglisches g (oder i), wenn es heutigem y entspricht.
2. Altenglisch (Angelsächsisch): Die (wissenschaftliche) Schreibung ist nicht einheitlich, da insbesondere die Aussprache der Zwielaute z. T. umstritten ist, so dass das (wahlweise) Längen- oder Betonungszeichen entweder auf dem ersten oder dem zweiten Buchstaben stehen kann, im Anlaut werden þ und ð wahlweise gebraucht.
3. Die Formen in { } kamen nur im northumbrischen Dialekt vor, der auch bei anderen grammatischen Merkmalen abseits steht bzw. mehr Gemeinsamkeiten mit damaligen kontinentalen Dialekten aufweist.

#### Norwegisch
- (BM | NN) im Spaltenkopf bezeichnet die gleichberechtigten Schriftsprachen Bokmål und Nynorsk, das Gleichheitszeichen (=) nach dem Trennzeichen (|) bedeutet, dass die BM-Form auch im NN gilt.

#### Gotisch
- Die gotische Spalte hätte mit gleichem Recht neben mittel- | alt-hochdt. wie neben altnordisch eingeordnet werden können.